# Jean-Baptiste Labat
Jean-Baptiste Labat (Paris, 1663 — Paris, 1738), mais conhecido por Abade Labat ou Padre Labat, foi um missionário dominicano, explorador e geógrafo, que se notabilizou como historiador, etnógrafo e botânico. É autor de minuciosas descrições de diversas regiões dos trópicos.

## Biografia
Jean-Baptiste Labat foi ordenado padre em Paris no ano de 1685, prosseguindo estudos em Nancy.
Em 1693, oferece-se para partir como missionário para as Antilhas, obtendo o assentimento dos responsáveis pela Ordem de São Domingos naquele região, para onde parte nesse mesmo ano. Chega à Martinica a 29 de Janeiro de 1694, onde se junta aos padres dominicanos que trabalhavam na paróquia de Macouba, onde permanece dois anos, tendo dirigido a construção de diversos edifícios e o aproveitamento de terras.
Em 1696, parte para Guadeloupe e para a ilha de Dominica, mas pouco depois foi nomeado síndico da sua ordem para as Antilhas, retornando à Martinica.
Nas suas funções, visitou as Antilhas francesas, holandesas e britânicas, de Grenada à Hispaniola. Nas suas obras, Labat descreveu múltiplos aspectos da sociedade caribenha, com destaque para a escravatura. Nas suas obras inclui nota, datada de 1698, onde assinala a paixão pela dança dos escravos africanos na Martinica.
As suas obras são também um interessante relato da pirataria nas Caraíbas, com detalhadas descrições dos flibusteiros mais conhecidos e das suas práticas e feitos, constituindo uma das principais fontes primárias para o estudo daquela época. Foi também o fundador da paróquia de Le François, naquela ilha.
Fundou a industria açucareira de Fonds-Saint-Jacques em Sainte-Marie, na Martinica, tendo uma grande influência na modernização da cultura da cana-de-açúcar e do seu aproveitamento industrial. 
Dirigiu a fortificação e a preparação da defesa de Guadeloupe contra os britânicos, tendo tomado parte nos combates que se seguiram ao assalto à ilha lançado por aqueles em 1704. Nesse mesmo ano foi nomeado vice-prefeito apostólico nas Antilhas francesas.
Em 1706 regressou à Europa, fixando-se na Itália onde redige a sua obra mais conhecida, a Nouveau Voyage aux isles Françoises de l'Amérique.
Apesar de ter tentado obter autorização para regressar às Caraíbas, nunca conseguiu obter autorização dos superiores da sua Ordem. Mudou-se para em 1716, tendo vivido no convento dominicano de Saint-Honoré até ao seu falecimento.
Durante os seus anos finais empreendeu a redacção de profundos trabalhos sobre a história das Antilhas, os quais, sob o título de ‘’Nouveau Voyage aux isles Françoises de l'Amérique’’, foram publicados em Paris no ano de 1722, em 6 volumes. A obra inclui numerosas ilustrações da autoria do próprio Padre Labat. Esta obra foi traduzida para neerlandês em 1725 e para alemão em 1783.
Utilizando notas fornecidas por outros missionários dominicanos, publicou em seguida diversas obras de carácter geográfico e histórico sobre outras regiões, com destaque para a África ocidental.
Diz-se que quando esteve nas Antilhas inventou, para tratar uma febre, uma aguardente de cana, a qual será a origem do actual rum. Em consequência, na ilha de Marie-Galante, existe uma destilaria artesanal que produz um afamado rum que perpetua o nome do Père Labat. 
Colaborou com o botânico Charles Plumier no estudo da flora das Antilhas, colectando e descrevendo diversas espécies novas.
Na Martinica, o termo crioulo pèrlaba, derivado de Père Labat, ainda é utilizado para descrever alguém engenhoso e com inteligência superior à norma.
O género Labatia, descrito em 1788, foi assim denominado em honra de Labat.  Manteve-se como uma entidade taxonómica distinta até aos anos de 1930, quando foi incluído no género Pouteria.  Em 1972, foi parcialmente restabelecido como um novo género denominado Neolabatia.